# Johnson & Johnson
Johnson & Johnson, «Джонсон энд Джонсон» (NYSE: JNJ) — американская холдинговая компания, возглавляющая группу из более чем 250 дочерних компаний по всему миру, производящих лекарственные препараты, санитарно-гигиенические товары и медицинское оборудование (по последнему занимает ведущее место в мире). Входит в состав индекса Dow Jones Global Titans 50, одна из крупнейших фармацевтических компаний мира. Компания была зарегистрирована в 1887 году. Штаб-квартира — в городе Нью-Брансуик, штат Нью-Джерси (США).

## История
Компанию в 1886 году основали три брата, Роберт Вуд Джонсон, Джеймс Вуд Джонсон и Эдуард Мид Джонсон. Первоначально братья занимались изготовлением перевязочных материалов и пластырей. С 1893 года компания занялась также производством детской присыпки. Разработанные Johnson & Johnson эффективные методы стерилизации перевязочных материалов паром и горячим воздухом способствовали быстрому росту популярности продукции, и в 1916 году для обеспечения компании сырьём была куплена текстильная компания Chicopee Manufacturing Corporation. В 1919 году была основана дочерняя компания в Канаде, а в 1924 году — в Великобритании. В 1921 году появились пластыри под торговой маркой Band-Aid и детский крем, с 1927 года компания начала выпуск товаров для женской гигиены. Помимо основателей, в период с 1889 по 1934 год, значительную роль в компании играл научный директор Фредерик Килмер (англ. Frederick Barnett Kilmer).
В 1932 году президентом Johnson & Johnson стал Роберт Джонсон-младший. Во время Второй мировой войны он занял также пост вице-председателя Совета военного производства (англ. War Production Board) и получил чин бригадного генерала. Под его руководством компания была разделена на четыре подразделения: хирургические комплекты и халаты (Surgikos, Inc.), гигиенические салфетки (Modess, Personal Products Company), контрацептивы (Ortho Pharmaceutical Corporation), перевязочные материалы (Ethicon, Inc.). За время его правления (до смерти в 1968 году) оборот Johnson & Johnson вырос с $11 млн до $700 млн. В 1944 году компания стала публичной после размещения акций на Нью-йоркской фондовой бирже. В 1959 году были куплены компания McNeil Laboratories, Inc., производитель тайленола (парацетамол), в то время дорогого рецептурного обезболивающего, и швейцарская фармацевтическая компания Cilag-Chemie. А через два года — бельгийская компания Janssen Pharmaceutica, производитель антипсихотика Haldol (галоперидола). В 1963 году пост председателя правления занял Филип Хофманн.
В 1973 году был куплен германский производитель тампонов торговой марки o.b. компания Dr. Carl Hahn G.m.b.H., к 1978 году J & J занимала уже половину рынка товаров женской гигиены, потеснив лидера Kimberly-Clark, чему способствовала открытая рекламная кампания на телевидении прокладок Carefree и Stayfree, которые до того рекламировались лишь в женских журналах и сдержанно.
В 1975 году конкурирующая Bristol-Myers Company представила на рынок датрил, препарат, сходный с тайленолом, но по значительно более низкой цене. J & J ответила запуском тайленола в массовое производство, в результате обойдя на рынке обезболивающих не только датрил, но и анацин (фенацетин), самое популярное до этого средство, выпускаемое American Home Products Corporation. В 1973 году пост председателя правления занял Селларс, через три года его сменил Джеймс Бёрк.
Наращивая своё присутствие на рынке потребительских товаров, J & J не теряла лидерства в сфере профессиональной медицинской продукции. В мае 1977 года был поглощён производитель систем для диализа Extracorporeal Medical Specialties, а через три года — производитель оптики для операций по удалению катаракты Iolab Corporation. В 1981 году был куплен производитель контактных линз компания Frontier Contact Lenses. В 1983 году была создана дочерняя компания Johnson & Johnson Hospital Services.
В начале 1980-х годов компания стала объектом шантажа, которому в сентябре 1982 года предшествовала серия отравлений людей тайленолом (в упаковки с лекарством неизвестным злоумышленником добавлялся цианистый калий). Отравитель, жертвами которого стали семь человек, по сей день не найден. После этих отравлений, в США для лекарств стала обязательной герметичная упаковка. Судебная тяжба в связи с отравлениями закончилась в 1991 году, 30 выживших получили от J & J компенсацию в $35 млн. Хотя компании удалось восстановить репутацию тайленола, в конце 1980-х его на рынке обезболивающих начали теснить препараты на основе ибупрофена.
В 1986 году была куплена компания LifeScan, производитель глюкометров, а также германская компания Penaten G.m.b.H., национальный лидер в сфере товаров для ухода за детьми. В 1988 году была введена торговая марка Acuvue, занявшая лидирующее место в мире на рынке контактных линз.
В 1989 году в компании прошла смена руководства: посты главного исполнительного директора и председателя правления занял Ральф Ларсен, пост президента достался Роберту Уилсону, вице-председателем стал Роберт Кэмпбелл. К этому времени Johnson & Johnson представляла собой группу из 168 компаний, которые вели деятельность в 53 странах. В 1990 году оборот компании составил $11,23 млрд, в 1996 году достиг $21,62 млрд благодаря нескольким крупным приобретениям: RoC S.A. (французский производитель кремов и другой косметики, 1993 год), Neutrogena Corporation (производитель средств по уходу за кожей и волосами, $1 млрд, 1994 год), подразделение клинической диагностики у Eastman Kodak Company ($1 млрд, 1995 год), Cordis Corporation (мировой лидер в лечении сердечно-сосудистых заболеваний, $1,8 млрд, 1996 год, был продан в 2015 году). Следующим крупным приобретением стала компания DePuy, Inc., купленная в 1998 году за $3,7 млрд (занималась производством ортопедической продукции, в первую очередь — искусственных суставов). В конце 1990-х годов компания столкнулась с трудностями: она отстала от конкурентов во внедрении второго поколения стентов (каркасов для расширения сосудов), 9 перспективных препаратов не прошли тестирование, в результате было закрыто 36 заводов и сокращено 4100 сотрудников. Несмотря на это, в 1999 году была поглощена фармацевтическая компания Centocor, Inc., сумма сделки составила $4,9 млрд, ассортимент продукции пополнился рядом препаратов для лечения ревматоидного артрита, онкологических, аутоиммунных и сердечно-сосудистых заболеваний. В 2000 году компания вынуждена была прекратить продажу пропульсида (цизапирида), поскольку он стал причиной около 100 смертельных случаев и сотен случаев нарушения работы сердца; в 1999 году этот препарат принёс компании порядка 1 млрд долларов (из $27,47 млрд выручки).
В 2006 году компания приобрела подразделение по производству товаров по уходу за телом у крупной американской фармацевтической компании Pfizer; ассортимент продукции пополнился такими товарами, как листерин (освежитель дыхания), лубридерм (Lubriderm, увлажнитель кожи), регейн (Rogaine, средство от облысения), бенгей (англ. Bengay, средство от мышечных болей). В 2008 году была поглощена американская компания Mentor, один из ведущих производителей гелевых имплантатов и оборудования для пластической хирургии. В 2010 году была куплена нидерландская биотехнологическая компания Crucell. В 2011 году компания Silag (дочерняя компания группы Johnson & Johnson) выкупила российский бизнес индийской JB Chemicals & Pharmaceuticals LTD за $260 млн; продукция этой компании включает такие средства на основе экстрактов растений, как Доктор Мом и Ринза.
В 2012 году за $19,7 млрд была куплена швейцарская компания Synthes, в результате была образована дочернее общество DePuy Synthes Companies of Johnson & Johnson, мировой лидер на рынке ортопедического оборудования.

## Акционеры
- The Vanguard Group, Inc. — (6,71 %)
- State Street Corporation — (5,23 %)
- BlackRock Fund Advisors — (3,03 %)
- FMR, LLC — (1,42 %)
- Wellington Management Company, LLP — (1,42 %)
- State Farm Mutual Automobile Ins Co — (1,38 %)
- Northern Trust Investments, N.A. — (1,27 %)
- State Street Global Advisors Ltd — (1,07 %)[14][15][16].

## Руководство компании
- 1887—1910 — Роберт Вуд Джонсон старший (англ. Robert Wood Johnson I) (1845—1910)
- 1910—1932 — Джеймс Вуд Джонсон (англ. James Wood Johnson) (1856—1932)
- 1932—1963 — Роберт Вуд Джонсон младший (англ. Robert Wood Johnson II) (1893—1968)
- 1963—1973 — Филип Хофманн (англ. Philip B. Hofmann) (1909—1986)
- 1973—1976 — Ричард Селарс (англ. Richard B. Sellars) (1915—2010)
- 1976—1989 — Джеймс Бёрк (англ. James E. Burke) (1925—2012)
- 1989—2002 — Ральф Ларсен (англ. Ralph S. Larsen) (1938—2016)
- 2002—2012 — Уильям Уэлдон (англ. William C. Weldon) (род. 26 ноября 1948 года)

Действующее руководство
- Алекс Горски (Alex Gorsky, род. 24 мая 1960 года) — председатель правления и главный исполнительный директор с 2012 года. В компании Janssen Pharmaceutica с 1988 года, в 2001 году достиг поста президента этой составляющей Johnson & Johnson. В 2004 году перешёл в Novartis Pharmaceuticals Corporation, однако в 2008 году вернулся в Johnson & Johnson, вступив в должность главы Ethicon. Также является членом советов директоров нескольких фондов: Travis Manion Foundation, Congressional Medal of Honor Foundation и National Academy Foundation[1];
- Хоакин Дуато (Joaquin Boix Duato) — главный исполнительный директор с начала 2022 года[1].
- Джозеф Уолк (Joseph J. Wolk) — главный финансовый директор с 2007 года, в компании с 2018 года[1].

## Деятельность
«Джонсон энд Джонсон» выпускает широкий спектр лекарственных средств, товаров по уходу за телом под торговыми марками JOHNSON’S Baby, Neutrogena, o.b., Carefree, Reach, Clean & Clear, RoC, контактные линзы Acuvue и др. Также компанией производятся различные материалы, инструменты, оборудование и технологии для медицинских учреждений. В состав корпорации входят около 230 дочерних компаний в более чем 50 странах; продукция «Джонсон энд Джонсон» продаётся в более чем 175 странах.
3 основных подразделения компании:
Consumer Health Care (потребительская продукция)
Оборот подразделения в 2021 году составил $14,6 млрд. Продукция включает:
- безрецептурные лекарства — тайленол (Tylenol) и другие средства на основе парацетамола, судафед (Sudafed, псевдоэфедрин, простудные и аллергические заболевания), бенадрил и зиртек (Benadryl дифенгидрамин и Zyrtec, средства от аллергии), мотрин (Motrin, ибупрофен), пепсид (Pepsid, фамотидин, средство от изжоги); оборот — $5,23 млрд;
- средства по уходу за кожей — торговые марки Aveeno, Clean & Clear, Dabao, Johnson’s Adult, Le Petite Marseillais, Lubriderm, Neutrogena и RoC; оборот — $4,54 млрд;
- средства по уходу за детьми — торговая марка Johnson’s Baby; оборот — $1,57 млрд;
- средства по уходу за ротовой полостью — торговая марка Listerine; оборот — $1,65 млрд;
- женская гигиена — торговые марки Stayfree, Carefree, o.b.; оборот — $0,92 млрд;
- перевязочные материалы — торговые марки Band-Aid (лейкопластырь) и Neosporin (комплекты первой помощи); оборот — $0,74 млрд[17].

Pharmaceuticals (фармацевтическая продукция)
Оборот подразделения в 2021 году составил $52,1 млрд. Наиболее значимые препараты, выпускаемые подразделением:
- Стелара (Stelara, ustekinumab, применяется при лечении псориаза, $9,13 млрд);
- Дарзалекс (Darzalex, даратумумаб, противоопухолевый препарат, $6,02 млрд);
- Имбрувика (Imbruvica, ибрутиниб, противоопухолевый препарат, $4,37 млрд);
- Инвега и аналоги (Invega, палиперидон, атипичный антипсихотик, $4,02 млрд);
- Ремикейд (Remicade, infliximab, иммуносупрессивный препарат, применяется при ревматоидном артрите, $3,19 млрд);
- Ксарелто (Xarelto, rivaroxaban, антикоагулянт, $2,44 млрд);
- Вакцина Johnson & Johnson против COVID-19 (Ad26.COV2.S, JNJ-78436735, $2,39 мдрд);
- Зитига (Zitiga, abiraterone acetate, применяется при лечении рака предстательной железы, $2,30 млрд);
- Симпони и аналоги (Simponi, golimumab, иммунодепрессант, применяется при ревматоидном артрите, $2,28 млрд);
- Тремфия (Tremfya, гуселькумаб, для лечения псориаза, $2,13 млрд);
- Презиста и аналоги (Presista, darunavir, применяется при лечении ВИЧ-инфекции, $2,08 млрд);
- Опсумит (Opsumit, macitentan, применяется при лёгочной артериальной гипертонии, $1,82 млрд);
- Эрлеада (Erleada, apalutamide, применяется при лечении рака предстательной железы, $1,29 млрд);
- Уптрави (Uptravi, Selexipag, применяется при лёгочной артериальной гипертонии, $1,24 млрд);
- Эдюрант (Edurant, rilpivirine, применяется при лечении ВИЧ-инфекции, $0,99 млрд);
- Концерта (Concerta, метилфенидат, применяется при синдроме дефицита внимания и гиперактивности, $0,67 млрд)[17];

.
Medical Devices & Diagnostics (медицинское оборудование)
Оборот подразделения в 2021 году составил $27,1 млрд. Включает следующие направления: ортопедия ($8,59 млрд), хирургия ($9,81 млрд), офтальмология ($4,69 млрд).
На 2017 год оборудование, изделия медицинского назначения и расходные материалы, производимые подразделением, используются для лечения и диагностики заболеваний в области:
- сердечно-сосудистой хирургии (хирургические нити и гемостатики Ethicon, катетеры и системы для проведения радиочастотной абляции сосудов сердца Biosense Webster);
- онкохирургии (сшивающе-режущие, биполярные инструменты, ультразвуковые скальпели Ethicon);
- нейрохирургии (хирургические нити Ethicon, катетеры для извлечения тромбов Codman);
- травматологии и ортопедии (эндопротезы, имплантаты, системы фиксации и силовое оборудование DePuy Synthes);
- спортивной медицины (имплантаты DePuy Synthes);
- офтальмологии (контактные линзы Acuvue);
- эндокринологии (глюкометры OneTouch);
- акушерстве и гинекологии (сетки, антиспаечные решения Ethicon)[18].

Географическое распределение выручки в 2021 году:
- США — 47,16 млрд долларов;
- Европа — 23,59 млрд долларов;
- Америка (кроме США) — 5,75 млрд долларов;
- Азия и Африка — 17,28 млрд долларов.

| Год                | 2000  | 2001  | 2002  | 2003  | 2004  | 2005  | 2006  | 2007  | 2008  | 2009  | 2010  | 2011  | 2012  | 2013  | 2014  | 2015  | 2016  | 2017  | 2018  | 2019  | 2020  | 2021  |
| ------------------ | ----- | ----- | ----- | ----- | ----- | ----- | ----- | ----- | ----- | ----- | ----- | ----- | ----- | ----- | ----- | ----- | ----- | ----- | ----- | ----- | ----- | ----- |
| Оборот             | 29,17 | 32,32 | 36,30 | 41,86 | 47,35 | 50,51 | 53,32 | 61,10 | 63,75 | 61,90 | 61,59 | 65,03 | 67,22 | 71,31 | 74,33 | 70,07 | 71,89 | 76,45 | 81,58 | 82,06 | 82,58 | 93,78 |
| Чистая прибыль     | 4,764 | 5,405 | 6,277 | 6,848 | 8,180 | 10,06 | 11,05 | 10,58 | 12,95 | 12,27 | 13,33 | 9,672 | 10,51 | 13,83 | 16,32 | 15,41 | 16,54 | 1,30  | 15,30 | 15,12 | 14,71 | 20,88 |
| Активы             | 34,44 | 38,77 | 40,98 | 48,86 | 54,04 | 58,86 | 70,56 | 80,95 | 84,91 | 94,68 | 102,9 | 113,6 | 121,3 | 131,8 | 130,4 | 133,4 | 141,2 | 157,3 | 153,0 | 157,7 | 174,9 | 182,0 |
| Стоимость акции, $ | 52,53 | 59,86 | 53,11 | 50,62 | 63,42 | 60,10 | 66,02 | 67,38 | 58,56 | 64,41 | 61,85 | 65,58 | 69,48 | 92,35 | 105,1 | 102,7 | 115,2 | 139,7 | 127,3 |       |       |       |

В списке крупнейших публичных компаний мира Forbes Global 2000 в 2021 году Johnson & Johnson заняла 34-е место (78-е по размеру выручки, 29-е по чистой прибыли, 222-е по активам и 15-е по рыночной капитализации). По версии журнала Fortune, компания заняла 36-е место в списке крупнейших компаний США Fortune 500 и 94-е место среди крупнейших компаний мира Fortune Global 500.

## Критика и судебные процессы
С 2008 года в адрес компании поступали жалобы на низкое качество медицинских препаратов: запах плесени, бактерии и частицы металла. По результатам проведённых FDA проверок в 2010 году были отозваны 288 млн упаковок продукции McNeil Consumer Healthcare (дочерней компании Johnson & Johnson), включая такие популярные препараты, как тайленол, мотрин, зиртек и бенадрил, был закрыт один из заводов компании (в Форте Вашингтон, штат Пенсильвания). В 2012 году было отозвано ещё 500 тысяч упаковок тайленола для младенцев из-за несоответствия содержания активного компонента. Проблемы с качеством не ограничивались компанией McNeil. В 2012—13 годах против другой дочерней компании, DePuy, производителя искусственных суставов, была подана серия исков в связи с быстрым износом металлических тазобедренных имплантатов. В ноябре 2013 года по 7500 искам компания заплатила $2,5 млрд. В декабре 2016 года суд в Далласе обязал компанию выплатить ещё $1,041 млрд шести истцам в связи с такими имплантатами, ещё около 8000 исков находятся в процессе рассмотрения. В 2013—15 годах подавались иски против дочерней компании Ethicon в связи с трансвагинальными сетками. В 2014 году 4600 исков в связи с антикоагулянтом прадакса были улажены за $650 млн.
Начиная с 2010 года против Johnson & Johnson была подана серия исков в связи с противозаконным продвижением на рынок атипичного антипсихотика риспердал — его рекламировали использовать в тех случаях, для которых он не был сертифицирован (он был сертифицирован для лечения шизофрении, но не деменции). Наибольший штраф компания заплатила в Арканзасе ($1,2 млрд), ещё $158 млн в Техасе, $327 млн в Южной Каролине, $258 млн в Луизиане, $181 млн в группе из 36 штатов и округе Колумбия. В 2013 году компания была оштрафована ещё на $2,2 млрд за сходные нарушения при маркетинге препаратов риспердал, инвега и натрекор, а также сокрытие информации о побочных эффектах и материальное поощрение врачам и больницам за назначение лекарств производства Johnson & Johnson вместо более дешёвых аналогов других производителей.
В 2011 году Johnson & Johnson была оштрафована на $70 млн Комиссией по ценным бумагам и биржам и Министерством юстиции США за дачу взяток врачам в Греции, Румынии и Польше, а также в Ираке для получения контрактов в рамках программы «Нефть в обмен на продовольствие». По данным следователей, такие методы продвижения товаров компания применяла как минимум с 1998 года.
В августе 2019 года суд штата Оклахома признал Johnson & Johnson виновной в возникновении опиоидной эпидемии в США и оштрафовал компанию на $572 млн. Ранее тот же суд оштрафовал Purdue Pharma на $270 млн и Teva Pharmaceutical Industries на $85 млн по тому же обвинению, ещё тысячи исков находятся на рассмотрении в судах различных штатов. Акции Johnson & Johnson после вынесения вердикта выросли на 5 %, поскольку сумма иска, предъявленного генеральным прокурором штата, составляла $17 млрд. За период с 1999 по 2017 год в США от передозировки обезболивающих на основе опиатов умерло около 400 тысяч человек, Johnson & Johnson и другие фармацевтические компании активно продвигали опиаты, преуменьшая их опасность и преувеличивая достоинства.
В октябре 2019 года суд присяжных в Филадельфии (штат Пенсильвания) обязал компанию выплатить 26-летнему Николасу Мюррею 8 миллиардов долларов: Мюррей сообщил, что в детстве употреблял нейролептический препарат Risperdal, имеющий очень неприятный для мужчин побочный эффект — гинекомастия (увеличение молочных желез), но производитель забыл предупредить об этом потребителей. В 2020 году апелляционным судом сумма была снижена до 6,8 млн долларов. Обе стороны пообещали опротестовать это решение.
В декабре 2018 года агентство Reuters обнародовало данные, согласно которым в детской присыпке Johnson's Baby, содержащей тальк, с конца 1950-х годов периодически обнаруживались следы асбеста, который является канцерогеном. При этом менеджеры, ученые, эксперты и юристы корпорации беспокоились об этой проблеме, но не сообщали о ней Управлению по контролю за продуктами и лекарствами США и не информировали общественность. Более того, в 1976 году, когда Управление по санитарному надзору за качеством пищевых продуктов и медикаментов США ввело ограничения на содержание асбеста в косметических продуктах из талька, компания заверила этот регулирующий орган, что асбест не был обнаружен «ни в одном образце» талька.
К Johnson & Johnson было подано 30 тыс. исков, податели которых считают, что присыпка Johnson's Baby вызывает рак. В 2016 году в штате Миссури суд присяжных обязал компанию выплатить $72 млн семье женщины, умершей от рака яичников. Присяжные посчитали, что он был вызван использованием этой женщиной на протяжении десятилетий талька и гигиенического средства, выпускаемого компанией. В начале 2021 года Верховный суд США обязал компанию выплатить $2,5 млрд по иску 22 женщин, которые заявили, что выпускаемая компанией присыпка вызвала у них рак яичников. В 2023 году было объявлено, что компания выделит $8,9 млрд для урегулирования «всех нынешних и будущих» претензий потребителей, связанных с этой присыпкой.
В мае 2020 года компания прекратила продажу Johnson's Baby в США и Канаде, в том числе ссылаясь на давление в связи с многочисленными исками, которые она называет несправедливыми. Компания также заявила, что снимет с производства детскую присыпку на основе талька во всем мире в 2023 году и заменит ее присыпкой на основе кукурузного крахмала.

## Дочерние предприятия
В состав группы Johnson & Johnson входят более 250 дочерних компаний — так называемая «Семья Johnson & Johnson»:
| - Advance Sterilization Products (ASP) - ALZA Corporation - ANIMAS Corporation - BabyCenter, L.L.C. - Biosense Webster, Inc. - Centocor Ortho Biotech, Inc. - Children With Diabetes, Inc. - Cilag - Codman & Shurtleff, Inc. - Cordis Corporation - Crucell nv - DePuy, Inc. - Ethicon Endo-Surgery, Inc. - Ethicon, Inc. - Global Pharmaceutical Supply Group (GPSG) - Gynecare | - HealthMedia - Independence Technology, LLC - Information Technology Services - Janssen Pharmaceutica - Janssen Pharmaceutica Products, L.P. - Johnson & Johnson, Group of Consumer Companies, Inc. - Johnson & Johnson Health Care Systems Inc. - Johnson & Johnson — Merck Consumer Pharmaceuticals Co. - Johnson & Johnson Pharmaceutical Research & Development, L.L.C. - Johnson & Johnson Pharmaceutical Services, L.L.C. - LifeScan, Inc. - McNeil Consumer Healthcare - McNeil Nutritionals - Mentor - Noramco, Inc. - OraPharma | - Ortho-McNeil Pharmaceutical - Ortho-Neutrogena (a merge of Neutrogena and Ortho Dermatological) - Personal Products Company - Penaten - Pharmaceutical Group Strategic Marketing (PGSM) - Peninsula Pharmaceuticals, Inc. - PriCara, Inc. - Scios Inc. - Tasmanian Alkaloids - Therakos, Inc. - Tibotec - Transform Pharmaceuticals, Inc. - Veridex, LLC - Vistakon |

## Торговые марки
- Acuvue
- Actifed
- Ambi
- Aveeno
- Bactidol
- Band-Aid
- Benadryl
- Benecol
- Bengay
- Benylin
- Bonamine
- Caladryl
- Carefree
- Carto 3
- childrenwithdiabetes.com
- Clean & Clear
- Coach
- Coach Professional
- Coach Sport
- Codral
- Combantrin
- Compeed
- Conceptrol
- Cortaid
- Cortef
- Delfen
- DeltaXtend
- Desitin
- Doctor Mom
- Dolormin
- Echelon
- Enseal
- E.P.T.
- Efferdent
- Ethibond Excel
- Ethilon
- EVICEL
- Expedium
- First-Aid
- Gynol
- Harmonic
- Healthy Woman
- Imodium
- Interceed
- Johnson’s Baby
- Johnson & Johnson Red Cross
- Jontex
- K-Y
- Lactaid
- Listerine
- Listermint
- Lubriderm
- Luden’s
- MENTOR
- Micatin
- Monistat
- Monocryl Plus
- Motrin
- Motrin Children
- Myadec
- Mylanta
- Nasalcrom
- Neko
- Neosporin
- Neutrogena
- Nicoderm
- Nicorette
- Nizoral
- Nu-Gauze
- O.B.
- OneTouch
- PDS Plus
- Pediacare
- Penaten
- Pepcid
- Pepcid AC
- Polysporin
- Ponstan
- Powered Echelon
- Priligy
- Prolene
- Purell
- Quantrel
- REACH
- Reactine
- Regaine
- Rembrandt
- Remicade
- Revive
- Rigidfix
- RoC
- Rogaine
- Rolaids
- SecureStrap
- Shower to Shower
- Sigma
- Simply Sleep
- Simponi
- Sinutab
- Splenda
- St. Joseph
- Stayfree
- Steri-Pad
- Sterrad
- Stim-u-dent
- Stratafix
- Sudacare
- Sudafed
- SURGICEL (Fibrillar, SNoW)
- SURGIFLO with Thrombin
- Tri-lock
- Tucks Pads
- TVT
- Tylenol
- Tylenol Baby
- Tylenol Children
- Tyzine
- ULTRAPRO
- Unicap
- Vania
- Vicryl Plus
- Visine
- Viper
- Zyrtec